# Mestia (municipalité)
La municipalité de Mestia (en géorgien : მესტიის მუნიციპალიტეტი) est un district de la région de Mingrélie-Haute Svanétie en Géorgie, dont la ville principale est Mestia. Au recensement de 2014, il comptait 9 316 habitants, une densité de 3,1 personnes par kilomètre carré. La municipalité compte 153 agglomérations : une ville et 152 villages.